# خوان کارلوس گارسیا (بازیکن فوتبال اهل هندوراس)
خوان کارلوس گارسیا (اسپانیایی: Juan Carlos García‎؛ زاده ۸ مارس ۱۹۸۸ - درگذشته ۸ ژانویه ۲۰۱۸) یک بازیکن فوتبال اهل هندوراس بود.
وی همچنین در تیم‌های ملی فوتبال هندوراس بازی کرده‌است.
وی متولد ۱۸ اسفند ۱۳۶۶ بود و در ۱۸ دی ۱۳۹۶ پس از ۲۹ سال و ۳۰۶ روز زندگی بر اثر سرطان درگذشت.

## مرگ
در تاریخ ۱۶ فوریه ۲۰۱۵ اعلام شد وی دچار سرطان خون شده‌است،
گارسیا سرانجام در ۸ ژانویه ۲۰۱۸ در ۲۹ سالگی درگذشت.